# Helofyt

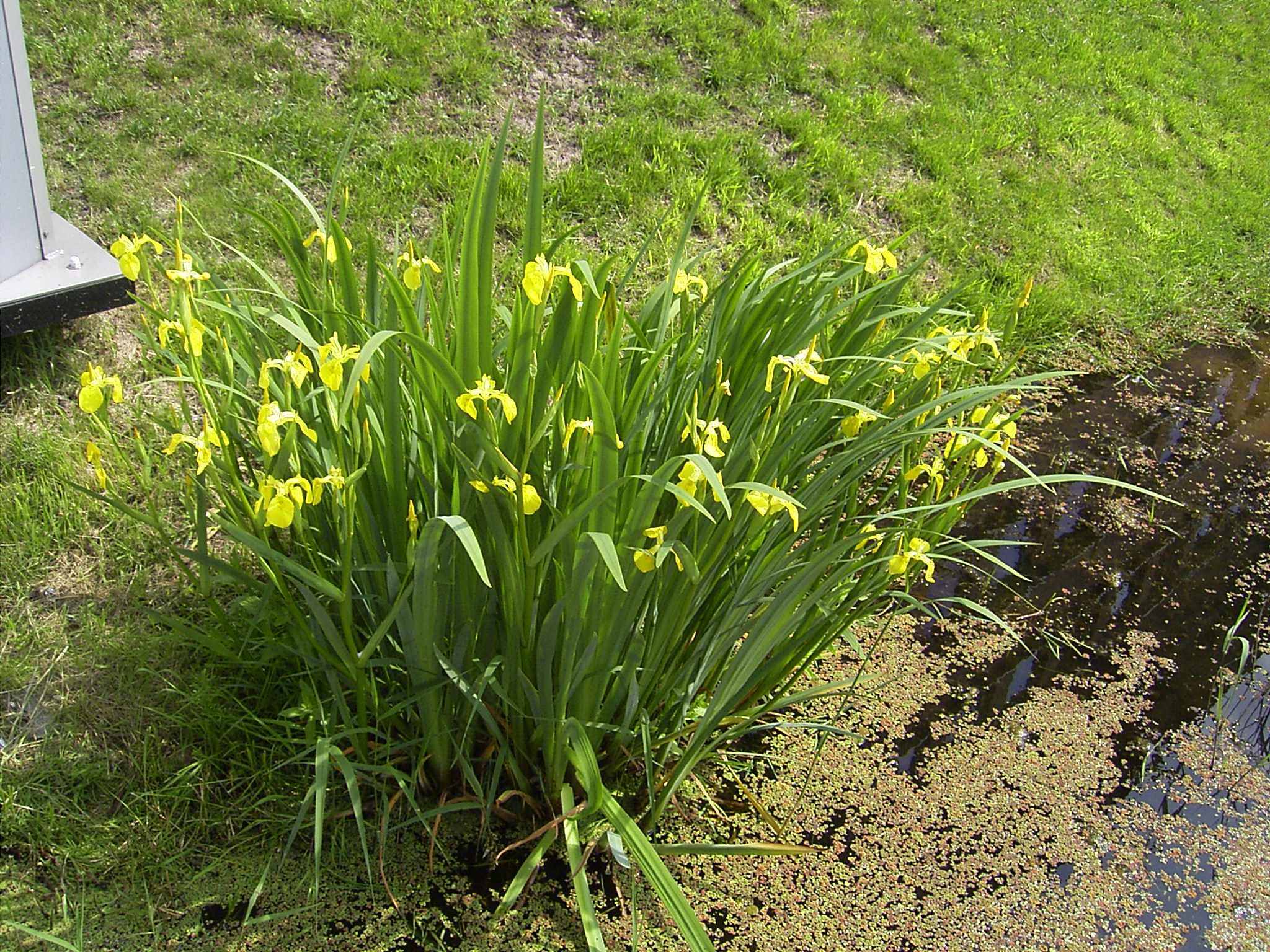
Een bekende helofyt: de gele lis

Helofyt, telmatofyt of moerasplant is de levensvorm van een tweejarige- of vaste plant waarvan enkel de onder water zittende knoppen een ongunstige periode, zoals een winter, overleven. Etymologie: van ἕλος, Gr, helos: moeras; van τέλμα, Gr, telma: poel. In de vegetatiekunde wordt de term helofyt gebruikt. Helofyten of moerasplanten wortelen in het water en groeien boven het wateroppervlak uit. Ze zijn te vinden in natte gebieden, oevers, tijdelijke wateren en overstromingsgebieden. 
Moerasplanten verkrijgen hun voedingsstoffen zowel via de bladeren als de wortels. De planten kunnen in een helofytenfilter worden ingezet om water te zuiveren.
Typerend voor vele helofyten is dat ze zich hebben aangepast aan een droge periode, zoals het uitdrogen van een rivierbedding en een periode van gedeeltelijke of volledige onderdompeling. Voor sommige soorten is deze afwisseling noodzakelijk voor hun bestaan. De periodes van droogvallen of van volledige onderdompeling mogen in het belang van de plant geen extreme waarden overschrijden. De mate van de vloedperiode is van belang: indien de planten te diep onder de waterspiegel komen te staan zal er groeivertraging of afsterving voorkomen door een gebrek aan zonlicht. Als de duur van droge perioden te lang of te intens is kunnen de planten uitdrogen.
Voorbeelden van helofyten zijn kalmoes, grote en kleine lisdodde, pijlkruid, mattenbies, riet, grote kattenstaart, zwanenbloem, gele lis, beekpunge, egelskopsoorten en waterweegbree-soorten
Planten die niet in de bodem wortelen zijn de 'echte' waterplanten (hydrofyten), zoals klein kroos, krabbenscheer, kroosvaren